# Dynomene pilumnoides
Dynomene pilumnoides is een krabbensoort uit de familie van de Dynomenidae. De wetenschappelijke naam van de soort is voor het eerst geldig gepubliceerd in 1900 door Alcock.